# Дойчин Захов
Дойчин Филимонов Захов е български революционер, деец на Вътрешната македоно-одринска революционна организация.

## Биография
Захов е роден в 1876 година в разложкото градче Мехомия, тогава в Османската империя, днес Разлог, България. Влиза във ВМОРО. В 1902 година от Румъния пристига в София и там се присъединява към четата на войводата Йордан Пиперката от 25 души, с която заминава за Прилепско, където четата води голямо сражение, в което загиват трима четници. През есента на 1902 година се оттеглят в Свободна България. През 1903 година по време на Илинденско-Преображенското въстание заминава с Благой Максимов в село Годлево, откъдето се присъединява към четата на генерал Иван Цончев. Част е от отряда групата от 12 души, които при нападението на Мехомия взривяват афузовата къща. След нападението се оттеглят към Пирин и се присъединяват към четата на Дончо войвода, а по-късно заминават за България.
На 8 април 1943 година, като жител на Разлог, подава молба за българска народна пенсия. Молбата е одобрена и пенсията е отпусната от Министерския съвет на Царство България.